# Denis Comtet
Denis Comtet est un organiste, pianiste, chef de chœur et chef d'orchestre français.

## Biographie

### Formation
Il étudie l'orgue auprès de Gaston Litaize au conservatoire de Saint-Maur-des-Fossés. Il étudie ensuite au Conservatoire national supérieur de musique de Paris où il obtient par la suite deux premiers prix : en orgue (dans la classe de Michel Chapuis), et en accompagnement au piano (dans la classe de Jean Koerner qui lui fait découvrir le répertoire contemporain). Il se forme ensuite à la direction d'orchestre en Italie auprès de Bruno Aprea (it).

## Carrière

### Organiste
En tant qu'organiste, il s'est produit en concert sur les principaux instruments de notre époque : à Notre-Dame de Paris, à l'auditorium Maurice Ravel de Lyon, à la cathédrale de Chartres, à Saint-Eustache, à l'auditorium de Radio France (nouvel instrument Gerhard Grenzing), à l'église Saint-Paul de Londres, à l'église Saint-Patrick de New-York. Il est régulièrement invité à jouer avec les formations musicales de Radio France : Maîtrise de Radio France, Chœur et Orchestre philharmonique de Radio France, et l'Orchestre national de France. Il a joué la Symphonie nº 3 de Saint-Saëns à la salle Pleyel de Paris, au Konzerthaus de Vienne, au Royal Festival Hall de Londres, au Suntory Hall de Tokyo, au Carnegie Hall de New-York. Il est titulaire du grand orgue de l'église Saint-François-Xavier de Paris. Depuis 2023, il est co-titulaire de l'orgue de N.D. de la Treille à Lille.

### Chef de chœur
Il devient chef associé du Chœur de chambre Accentus entre 2003 et 2007 qu'il dirige à la Cité de la musique, au Festival de Besançon, ainsi qu'à l'Ircam. Il a également fondé, sous l'impulsion d'Emmanuelle Haïm, le Chœur du Concert d'Astrée. Il a été invité par la suite par le Chœur de chambre de Namur, le Chœur d'état de Lettonie, le Chœur de Radio France, le Chœur de la Radio de Stuttgart (Ensemble vocal de la SWR de Stuttgart (de)) lors du Festival de Donaueschingen, et du Festival de Schwetzingen, le Chœur de la radio de Cologne (Westdeutscher Rundfunk Köln), le Chœur de la radio de Leipzig (Mitteldeutscher Rundfunk), ainsi que le Chœur de la radio de Berlin. En 2013 il entreprend une collaboration avec le RIAS Kammerchor qu'il prépare pour des productions avec orchestre (Berliner Philharmoniker) ou encore pour des créations (Disputatio de Pascal Dusapin en 2015).

### Chef d'orchestre
En 2002 il est nommé sur concours chef assistant de l'Ensemble intercontemporain où il collabore avec Pierre Boulez, Péter Eötvös, Jonathan Nott, Heinz Holliger. Il dirige ensuite l'Orchestre de l'Opéra de Rouen, l'Orchestre national de Lille, l'Orchestre du Festival de Dartington (en), l'Orchestre du Concert d'Astrée, l'Orchestre Dijon Bourgogne, l'Orchestre national de Lettonie, l'Orchestre symphonique de la SWR de Baden-Baden et Fribourg-en-Brisgau, le Philharmoniker-Staatsorchestrer de l'Orchestre d'État d'Halle (de) lors du Festival Haendel (de). 
Au théâtre il a dirigé la Messe en ut mineur de Mozart (Théâtre des Champs-Élysées de Paris), les Lamentations de Helmut Lachenmann (Cité de la musique de Paris), Der Mond de Carl Orff (Amphithéâtre de l'Opéra Bastille), La Petite Renarde rusée de Leoš Janáček (Opéra de Lille), Pierre et le Loup de Sergueï Prokofiev (Opéra de Rouen, Besançon), les Nouvelles Aventures de György Ligeti (Capitole de Toulouse, Grand Théâtre de Bordeaux), l'Opéra de Lune de Brice Pauset (Opéra de Dijon). Par ailleurs, de 2011 à 2018, il a été directeur du festival international de musique de chambre Ars Terra.

## Enregistrements
- André Fleury : Fantaisie, Triptyque, Prélude, Andante et Toccata, Carillon sur Victimæ paschali laudes, Symphonie pour Orgue n°2 (Église Saint-François Xavier de Paris en 1999)
- Francis Poulenc : Litanies à la Vierge noire avec le Chœur de chambre Accentus, direction Laurence Equilbey (Prix Nouvelle Académie du disque 1998) - Universal Music ASI B000026A2J
- Jehan Alain : Prière pour nous autres charnels avec le Chœur de l'Armée française (Prix de l'Académie Charles-Cros) - Corélia CC895766
- Gaston Litaize : Triptyque pour Deux Orgues (Église Notre-Dame de Paris avec Olivier Latry en 2002) - ASIN B00004VF3C
- Le Livre de Notre-Dame : 12 motets avec la Maîtrise Notre-Dame de Paris